# Økern

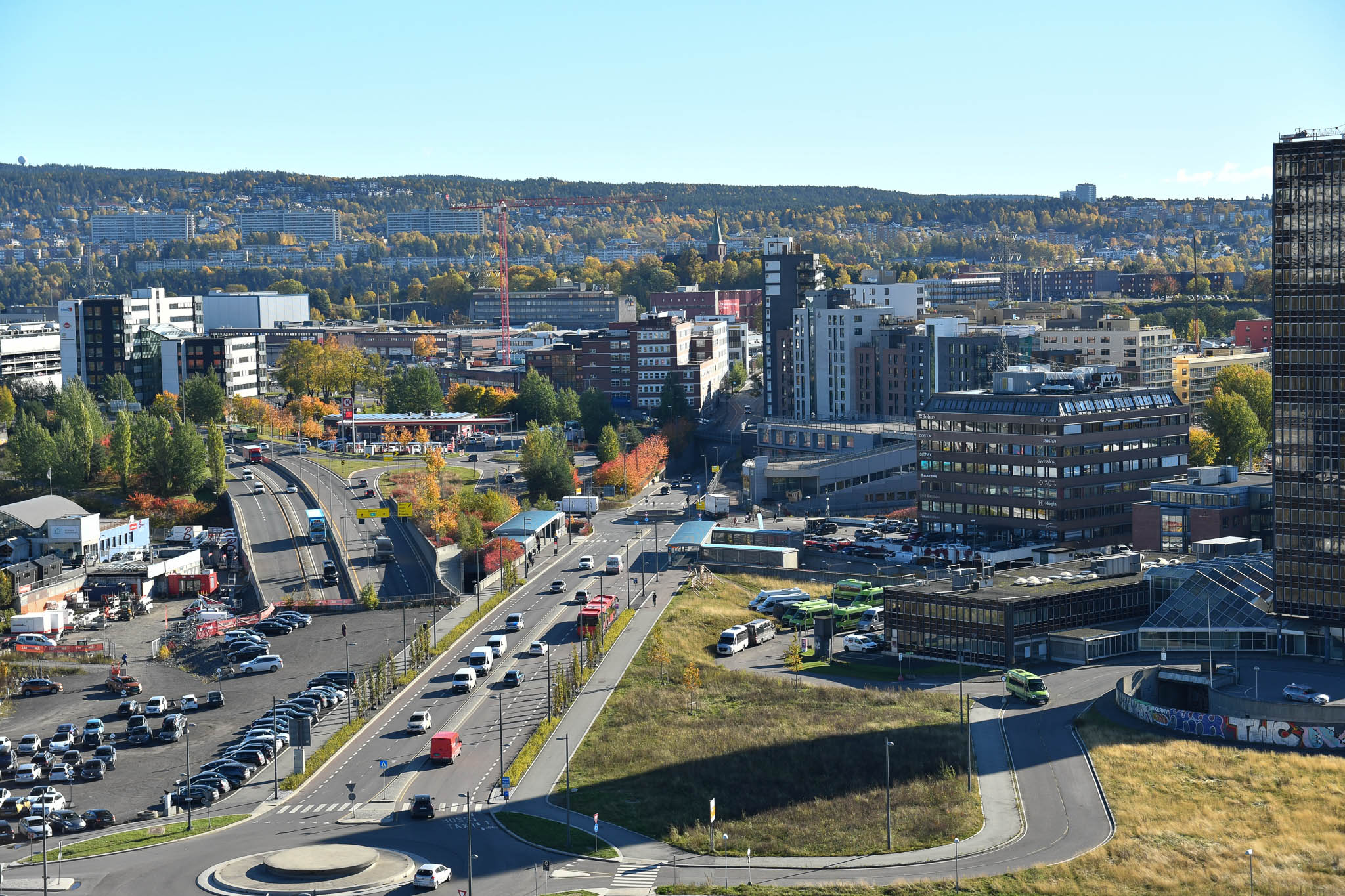
Blick auf Økern und Ulven

Økern ist ein Stadtviertel in der norwegischen Hauptstadt Oslo. Das Wohn- und Industrieviertel liegt im Stadtteil Bjerke.

## Lage
Økern liegt im Süden des Stadtteils Bjerke, nordöstlich des Osloer Stadtzentrums. Im Westen grenzt Økern an die Stadtviertel Sinsen und Løren, im Norden an Refstad und Risløkka sowie im Süden an Ulven.

## Geschichte
Das heutige Stadtviertel war lange von der Landwirtschaft geprägt und wurde nach dem Hof Økern benannt. Für die Industrie war vor allem Bergbau, der Abbau von Sand sowie die Produktion von Ziegeln von Bedeutung. Ab 1910 entstand im Norden, Richtung Risløkka, ein kleineres Villenviertel.
Zum größeren Ausbau der Region kam es nach dem Zweiten Weltkrieg. Während im Norden Wohnblöcke erbaut wurden, wandelte sich das Gebiet entlang der großen Ringstraße im Westen und der Grorudbanen im Süden zum Gewerbe- und Industriegebiet. An der U-Bahn-Station in Økern wurde im Jahr 1969 ein 18-stöckiges Einkaufszentrum und Bürogebäude, das Økernsenteret, fertiggestellt. Bei seiner Eröffnung gehörte es zu den größten Einkaufszentren des Landes. Unter anderem in Folge der langjährigen Straßenbauarbeiten an der nahegelegenen Ringstraße verließen viele der Mieter das Gebäude. Im Jahr 2015 kam es schließlich zum vollständigen Leerstand.
Im Jahr 2013 wurde in Økern die Kuben videregående skole eröffnet. Die weiterführende Schule war zu diesem Zeitpunkt das teuerste Bauprojekt für eine Schule in Oslo.

## Verkehr
Im Westen von Økern verläuft der Riksvei 150. Die Straße bildet den äußersten der drei Ringstraßen Oslos, den auch große Ringstraße (Store Ringvei) genannten Ring 3. Seit 2013 führt der Riksvei in diesem Abschnitt durch den Lørentunnel. Im Südwesten von Økern liegt die Økernkreuzung (Økernkrysset), an der der Ring 3, der Økernveien und der Lørenveien aufeinandertreffen. Über die Grorudbanen ist Økern an das Osloer U-Bahn-Netz angebunden. Die U-Bahn-Linie hat mit der Station Økern (Økern stasjon) einen Halt im Stadtviertel.

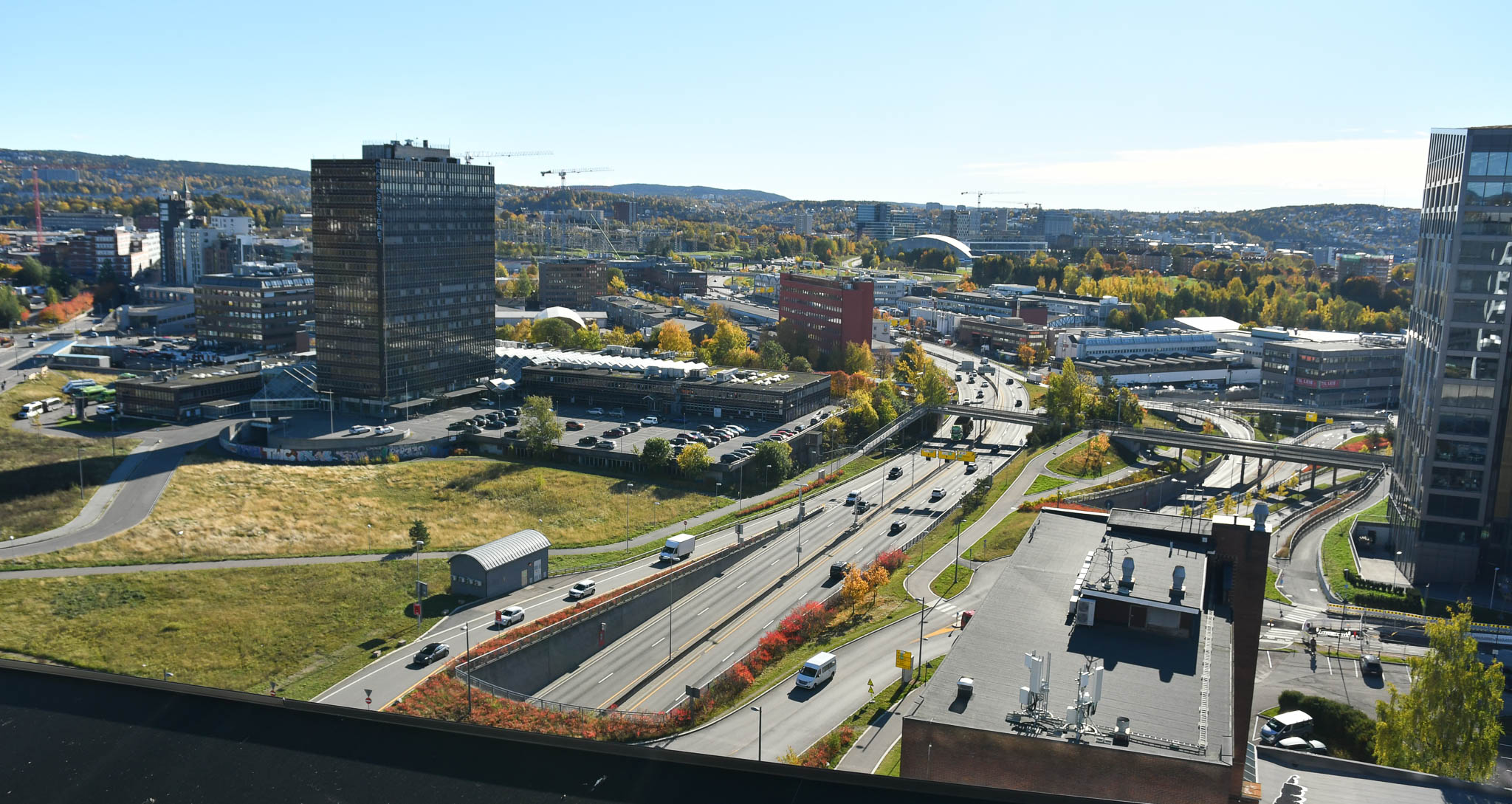
Rings 3 und Økernkrysset
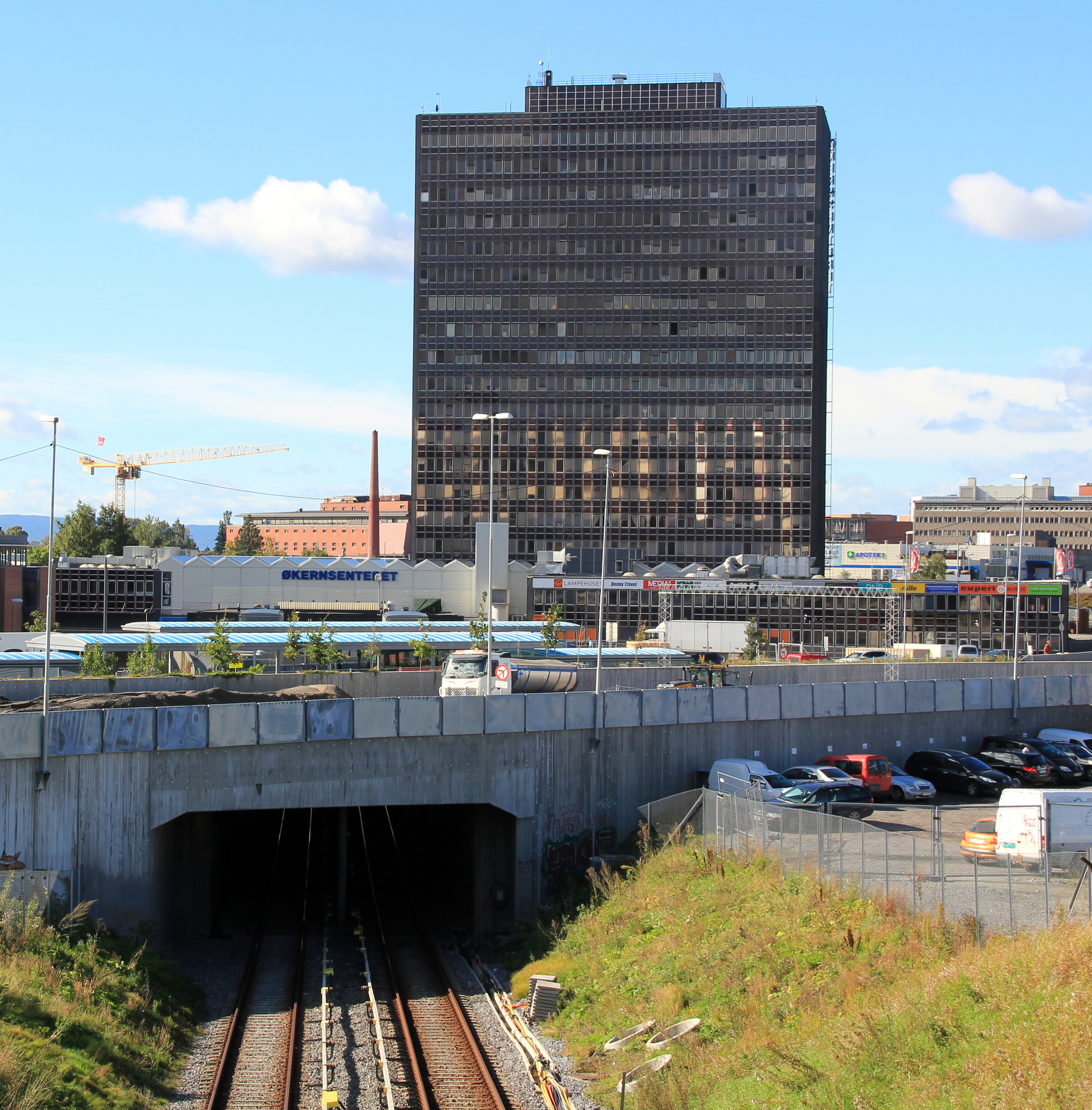
U-Bahn-Linie und das Økernsenteret

## Name
Økern wurde im Jahr 1279 als i Æykrin erwähnt. Der Name setzt sich aus den beiden altnordischen Begriffen eikr (Genitiv; deutsch Eiche) und vin (deutsch Wiese) zusammen.